# Гаврилов Анатолій Васильович
Анатолій Васильович Гаврилов (нар. 12 липня 1946) — Народний депутат України 1-го скликання.

## Біографія
Народився 12 липня 1946 року у селі Заруддя Кременчуцького району Полтавської області у селянській родині. 
Навчався у Білогорському СПТУ № 3, у 1964 році працював трактористом радгоспу «Роздольненський» Роздольненського району Кримської області. Проходив строкову службу в Радянській армії. Закінчив Мелітопольський інститут механізації сільського господарства за спеціальністю «інженер-механік».
З 1968 року працював водієм Роздольненської ветеринарної лікарні. Наступного року поступив до Харківського загальновійськового училища, переведений у Саратовську школу міліції.
З 1971 року — старший державтоінспектор Роздольненського РВВС.
У 1986 році брав участь у ліквідації наслідків аварії на Чорнобильській АЕС. З того ж року працював начальником відділення Державтоінспекції Роздольненського району.
Одружений, має троє дітей.

## Політична діяльність
Висунутий кандидатом у народні депутати трудовим колективом Роздольненського управління зрошувальних систем. 18 березня 1990 року обраний народним депутатом України, 2-й тур 49.74 % голосів, 4 претендентів (Республіка Крим, Роздольненський виборчий округ № 256)
Входив до Демократичного блоку.
Секретар Комісії ВР України з питань правопорядку та боротьби із злочинністю.